# Paracles pallicosta
Paracles pallicosta är en fjärilsart som beskrevs av Jean Baptiste Boisduval 1859. Paracles pallicosta ingår i släktet Paracles och familjen björnspinnare. Inga underarter finns listade i Catalogue of Life.